# Iso-Malva
Iso-Malva är en sjö i kommunen Loppis i landskapet Egentliga Tavastland i Finland. Arean är 37 hektar och strandlinjen är 4,62 kilometer lång. Sjön  ingår i Karisåns huvudavrinningsområde.   Den ligger omkring 35 km söder om Tavastehus och omkring 69 km nordväst om Helsingfors. 